# Anticarsia ferruginea
Anticarsia ferruginea là một loài bướm đêm trong họ Erebidae.